# SJ Da
De Da is een elektrische universeel locomotief voor het goederenvervoer en het personenvervoer van de Statens Järnvägar (SJ).

## Geschiedenis
De locomotieven werden in de jaren 1950 verder ontwikkeld uit de locomotieven van de serie Df / Dk / Du / Du2 en gebouwd door Nydqvist & Holm AB (NOHAB), gebouwd door Motala Verksta AB (MV) en de elektrische installatie gebouwd door Allmänna Svenska Elektriska Aktiebolaget (ASEA)

## Constructie en techniek
De locomotief is opgebouwd uit een stalen frame. De aandrijving vindt plaats met stangen tussen de elektrische motor en de wielen. De locomotief heeft twee stuurstanden.

### Nummers
De locomotieven werden door de Statens Järnvägar (SJ) als volgt genummerd:
- 790 – 823:

De Da 790 (de eerste locomotief van de Serie) is in het Zweeds Spoorwegmuseum te Ängelholm en Gävle.
De Da 804 is in gebruik bij de Zweedse spoorwegonderneming Tågfrakt AB.
- 883 – 941:

De Da 887 en 903 is in gebruik bij de Zweedse spoorwegonderneming Tågfrakt AB.
De Da 889 is in gebruik bij de Zweedse spoorwegonderneming Malmtrafikk (MTAB) / (MTAS) en als tractievoertuig voor het gebruik van de hulptrein stand-by in Kiruna.
De Da 941 is in gebruik bij de Zweedse spoorwegonderneming Tågkompaniet als Da 15 als tractie voertuig voor toeristische treinen.

## Treindiensten
De locomotieven werden door de Statens Järnvägar (SJ) ingezet voor het goederenvervoer en het personenvervoer vanuit de volgende depots:
- Gävle:
- Ånge:
- Ludeå / Kiruna:
- Tjänstgöring: